# Ethinylgruppe
| Ethinylgruppe |
| --- |
| Allgemeine Strukturformel der Ethinylgruppe |
| Allgemeine Struktur einer Ethinylgruppe, welche hier blau markiert ist. Der Rest R stellt dabei einen aliphatischen, cyclischen oder aromatischen Rest oder auch ein Wasserstoff-Atom (Acetylen) dar. |

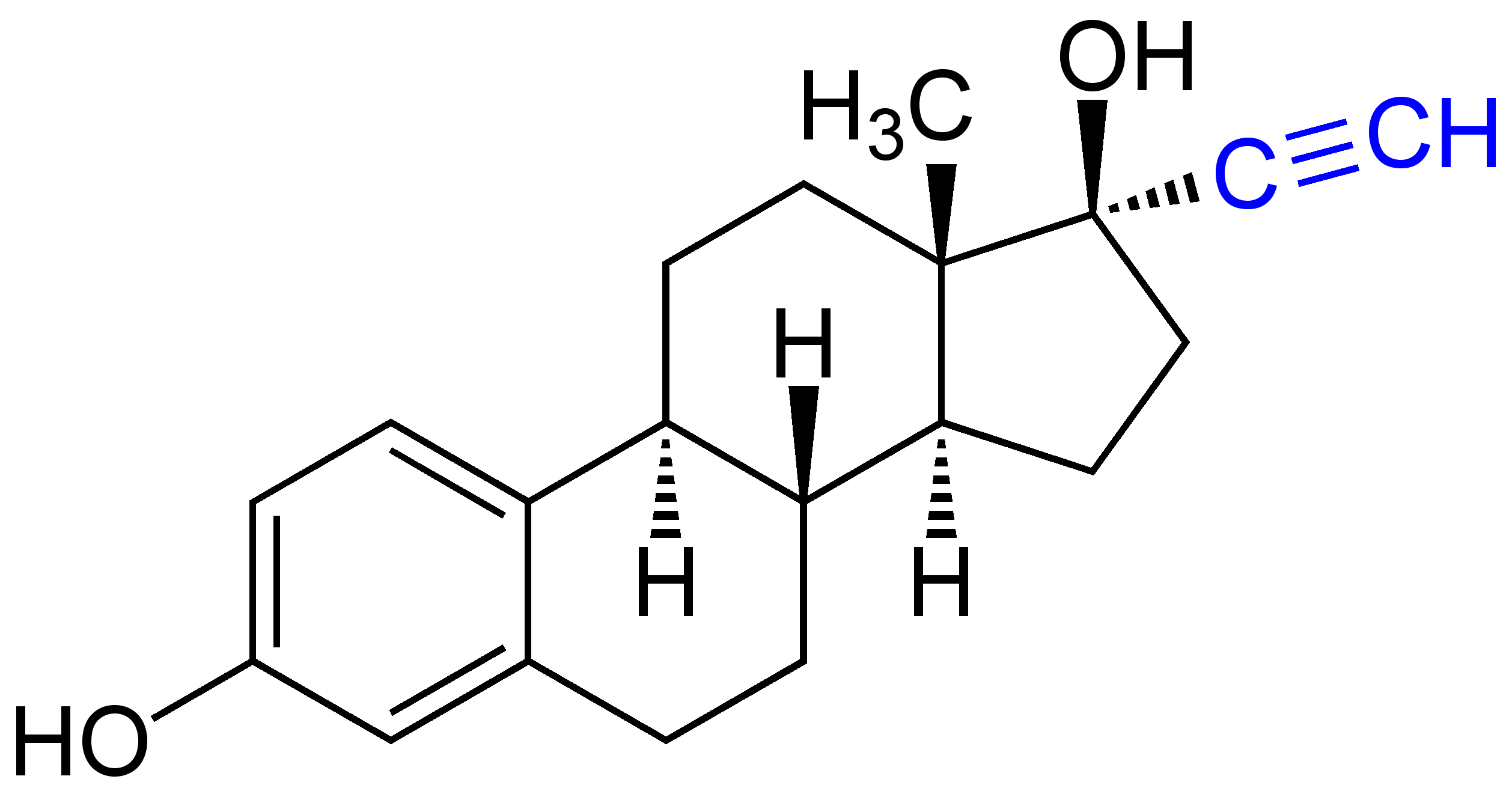
Ethinylgruppe (blau markiert) als Teil eines großen Moleküls (Arzneistoff Ethinylestradiol).

Die Ethinylgruppe (H–C≡C–) – veraltet auch Äthinylgruppe –  ist eine funktionelle Gruppe der organischen Chemie und ist ein Ethin-Molekül, aus dem ein Wasserstoffatom entfernt wurde. Die Einführung einer Ethinylgruppe in organisch-chemische Verbindungen mittels Acetyliden (Nef-Reaktion) wird Ethinylierung genannt. Bei der Ethinylierung von Ketonen entstehen geminale Ethinylalkohole.
Die deutsche Bezeichnung Acetylenylgruppe ist heute aufgrund der Anglisierung der Fachsprache nicht mehr gebräuchlich und findet sich nur noch in alten Versuchsbeschreibungen.